# Gra w pikora
Gra w pikora – dyscyplina sportu towarzyskiego, w której dowolna liczba uczestników gra przeciwko jednej osobie – pasterzowi owiec. Kiedyś była popularną grą na wiejskich podwórkach. Nie ma dokładnej daty narodzin tej gry, ale uznaje się, że pochodzi ona sprzed XX w.

## Reguły gry
W pikora gra dowolna liczba osób – jeden pasterz i kilku lub kilkunastu innych uczestników – wilków. Każdy uczestnik jest wyposażony w kij  (długość ok. 0,5 m, średnica 1–2 cm). Na początku każdy zza linii (oddalonej od 3 do 7 m od głównego kija). Celem każdego wilka jest zbicie kija wbitego wcześniej w ziemię (najlepiej jest grać na piasku) przez pasterza. Zbicia można dokonać tylko kijem, niedozwolone jest zbicie go częścią ciała. Pasterz zaś pilnuje kija i za pomocą swojego próbuje dotknąć wilka, a następnie musi zbić kij wbity w ziemię. Wtedy osoba dotknięta sama staje się pasterzem. Jeżeli jednak pasterz dotknie wilka, lecz nie zbije kija, nadal pozostaje pasterzem. Zdarza się, że dotknie wilka, a kija zbije inny wilk, wtedy pasterz musi wbić go z powrotem oraz ponownie gonić wilków. Gra trwa, aż wszyscy uczestnicy gry wyrażą chęć jej zakończenia.

## Boisko
Boiskiem do gry może być podwórko, pole lub inna twarda, naturalna powierzchnia wolna od przeszkód o dowolnych wymiarach. Jedyną ustaloną wartością jest linia od kija wbitego w ziemię (od 3 do 7 m w zależności od poziomu).

## Niektóre zasady gry
- początek – Gracze ustawieni w dowolnej kolejności starają się rzucić swoim kijem prosto w główny kij tak, aby ten się przewrócił.
- błąd wczesnego wybiegnięcia za linię – Gracz (wilk) wybiegnie za linię zanim wszyscy gracze odnajdą swój kij.
- faule – Za faul uznaje się:
  - uderzenie kijem rywala powyżej pasa
  - gdy gracz spowoduje ból u drugiego zawodnika zbyt mocnym uderzeniem.